# The End (The-Doors-Lied)
The End ist ein Lied von The Doors, das 1967 ohne Overdubbing aufgenommen und auf ihrem ersten Album The Doors veröffentlicht wurde. Nur zwei Takes wurden aufgenommen, das zweite wurde veröffentlicht. Morrison schrieb das Lied, als seine Beziehung zu seiner Freundin Mary Werbelow zu Ende ging, aber es entwickelte sich in Monaten von Auftritten im Club Whisky a Go Go in Los Angeles zu einem zwölfminütigen Opus. Die Band spielte das Lied jeweils gegen Ende ihrer Auftritte.
The End wurde vom Rolling Stone als Nummer 336 der 500 besten Songs aller Zeiten gewählt. Das Gitarrensolo des Lieds belegt den 93. Platz des Guitar Worlds 100 Greatest Guitar Solos of All Time.

## Liedtext
Im Jahr 1969 bemerkte Morrison zum Lied:

“Everytime I hear that song, it means something else to me. It started out as a simple good-bye song… Probably just to a girl, but I see how it could be a goodbye to a kind of childhood. I really don’t know. I think it’s sufficiently complex and universal in its imagery that it could be almost anything you want it to be.”

„Jedes Mal, wenn ich dieses Lied höre, bedeutet es etwas anderes für mich. Es begann als ein einfaches Abschiedslied… wohl nur für ein Mädchen, aber ich sehe, wie es ein Abschied von einer Art von Kindheit sein könnte. Ich weiß es wirklich nicht. Ich denke, es ist ausreichend komplex und universell in seiner Bildsprache, dass es fast alles, was Sie wollen, sein kann.“

In einem Interview mit Lizze James erläuterte Morrison die Bedeutung des Verses My only friend, the End:

“Sometimes the pain is too much to examine, or even tolerate… That doesn’t make it evil, though – or necessarily dangerous. But people fear death even more than pain. It’s strange that they fear death. Life hurts a lot more than death. At the point of death, the pain is over. Yeah – I guess it is a friend…”

„Manchmal ist der Schmerz zu groß, um ihn zu untersuchen, oder sogar zu tolerieren… Das macht ihn allerdings nicht böse – oder notwendigerweise gefährlich. Aber die Menschen fürchten den Tod noch mehr als Schmerz. Es ist seltsam, dass sie den Tod fürchten. Das Leben schmerzt mehr als der Tod. Mit dem Zeitpunkt des Todes ist der Schmerz vorbei. Ja – ich denke, er ist ein Freund …“

Kurz nach der ersten Hälfte der knapp zwölfminütigen Album-Version geht das Lied in einen Abschnitt mit den gesprochenen Worten über (“The killer awoke before dawn…”; deutsch: „Der Mörder erwachte vor Morgengrauen …“). Dieser Abschnitt des Lieds erreicht einen dramatischen Höhepunkt in den Worten: “Father/ Yes son?/ I want to kill you/ Mother, I want to …” (Deutsch; „Vater / Ja Sohn? / Ich will dich töten/ Mutter, ich will …“). Die nächsten Worte werden unverständlich geschrien. Diese Passage wird als Hinweis auf den Ödipuskomplex gedeutet. Ray Manzarek, der ehemalige Keyboarder der Doors, erklärte dazu:

“He was giving voice in a rock ’n’ roll setting to the Oedipus complex, at the time a widely discussed tendency in Freudian psychology. He wasn’t saying he wanted to do that to his own mom and dad. He was re-enacting a bit of Greek drama. It was theatre!”

„Er verlieh dem Ödipus-Komplex eine Stimme im Rock-’n’-Roll-Stil, zu diesem Zeitpunkt ein breit diskutiertes Konzept in der Freud’schen Psychologie. Er sagte nicht, er wollte das seiner eigenen Mutter und seinem Vater antun. Er spielte ein bisschen das griechische Drama nach. Es war Theater!“

## Musiker der Originalaufnahme
- Jim Morrison – Gesang, Tamburin
- Robby Krieger – Gitarre
- Ray Manzarek – Vox Continental, Piano Bass
- John Densmore – Schlagzeug

## Verwendung in Film- und Fernsehproduktionen
- Francis Ford Coppola verwendete The End in seinem Kriegsfilm Apocalypse Now von 1979 sowohl in der Anfangseinstellung als auch in der Schlussszene.[8]

- Am Ende der 9. Folge der 1. Staffel der US-amerikanischen TV-Serie Hunters von 2020 werden Teile aus dem Lied gespielt, während eine Fabrik zerstört wird.
- Weiterhin wird das Lied zum Ende in der Filmkomödie Black Friday for Future von 2023 verwendet.

## Auszeichnungen für Musikverkäufe
| Land/Region               | Auszeichnungen für Musikverkäufe (Land/Region, Auszeichnung, Verkäufe) | Verkäufe |
| ------------------------- | ---------------------------------------------------------------------- | -------- |
| Vereinigte Staaten (RIAA) | Gold                                                                   | 500.000  |
| Insgesamt                 | 1× Gold ·                                                              | 500.000  |

Hauptartikel: The Doors/Auszeichnungen für Musikverkäufe

## Weiteres
- Der französische Industrieminister Arnaud Montebourg soll in Anbetracht seiner Entlassung 2014 das Lied vor den anderen französischen Ministern gesungen haben.[9]